# Partito Socialdemocratico Indipendente di Germania
Il Partito Socialdemocratico Indipendente di Germania, (USPD, in tedesco Unabhängige Sozialdemokratische Partei Deutschlands), è stato un partito politico tedesco nato nel 1917 come risultato di una scissione interna al Partito Socialdemocratico di Germania. Nel 1931 una piccola minoranza rimasta confluì nel Partito Socialista dei Lavoratori della Germania.

## Storia

### La fondazione
Le premesse per la scissione sono da ricercarsi nell'atteggiamento assunto dalla SPD allo scoppio della prima guerra mondiale.
Il 4 agosto 1914 era prevista in parlamento la votazione sui "crediti di guerra" cioè l'emissione di titoli di debito pubblico per finanziare le spese militari. 
Nonostante la SPD si fosse sempre pronunciata contro le guerre, il giorno precedente si tenne una riunione in cui decidere la posizione che avrebbero dovuto assumere i deputati del Partito. Karl Kautsky, che non era deputato ma era la voce più autorevole del partito, propose che i socialdemocratici si astenessero, non volendo tradire l'antimilitarismo del Partito, ma neanche rischiare l'accusa di antipatriottismo, che avrebbe potuto scatenare la persecuzione del Partito stesso.
Ma questa proposta fu respinta da tutti, perché il gruppo parlamentare era diviso fra la maggioranza che voleva votare i crediti di guerra, in omaggio alla politica della Burgfrieden, e la minoranza che si voleva opporre alla guerra. Allora Kautsky consigliò di subordinare il voto favorevole in parlamento a delle assicurazioni circa il tipo di guerra che si sarebbe fatta: difensiva e non offensiva. La minoranza accettò per il vincolo della disciplina di partito di votare in questo modo. 
Tuttavia, il giorno successivo il cancelliere Bethmann Hollweg fece cancellare dalla dichiarazione che sarebbe stata letta in aula il riferimento alla guerra difensiva e perciò il voto socialdemocratico divenne una supina accettazione dell'imperialismo guglielmino. 
Il 2 dicembre 1914, in occasione del voto sulla seconda tranche di crediti di guerra, Karl Liebknecht (membro della sinistra SPD) scelse di votare da solo in tutto il Reichstag contro i crediti: questa violazione della disciplina interna incrinò l'unità della SPD.  
Nella terza votazione (marzo 1915), il resto della minoranza dell'agosto 1914 decise di non votare, mentre Otto Rühle si unì a Karl Liebknecht votando contro. 
Il 19 giugno 1915 anche Karl Kautsky, Eduard Bernstein e Hugo Haase pubblicarono un manifesto in cui denunciavano le intenzioni imperialistiche dei capitalisti tedeschi (annessioni territoriali in Belgio, Francia e colonie, riparazioni di guerra). E nel settembre dello stesso anno l'ala sinistra della SPD partecipò alla Conferenza di Zimmerwald con gli altri partiti socialisti pacifisti.
Intanto, le condizioni di vita della gente peggioravano a causa dello stato di guerra, di conseguenza scoppiavano scioperi e manifestazioni. I socialdemocratici "collaborazionisti" condannavano queste proteste, mentre gli spartachisti vi partecipavano e venivano anche arrestati. Alcuni gruppi della "minoranza", che si opponeva con più forza alla guerra, vennero espulsi dalla SPD alla fine del 1916, facendo precipitare la situazione.
Nell'aprile 1917 l'opposizione interna della SPD, sentendosi minacciata, si riunì nella conferenza di Gotha, in esito della quale vinsero gli scissionisti e fu costituita la USPD. Hugo Haase ne era il principale esponente, ma ne facevano parte anche Eduard Bernstein, Kurt Eisner, Karl Kautsky, Georg Ledebour, Rudolf Hilferding, Franz Mehring. Vi aderirono anche i militanti che pubblicavano Lettere di Spartacus (Lega Spartachista), pur avendo i propri orientamenti politici (i più noti sono Rosa Luxemburg, Karl Liebknecht, Leo Jogiches, Clara Zetkin, Paul Levi).
Si designa l'SPD come "SPD - maggioritaria" e il USPD come "SPD - indipendente". La USPD conta aderenti compresi tra 100 000 e 700 000.

### La rivoluzione tedesca
L'USPD partecipò alla rivoluzione di novembre e perciò formò insieme alla SPD il Consiglio dei commissari del popolo, guidato insieme da Haase e da Friedrich Ebert, che doveva portare all'elezione dell'Assemblea Costituente. Nel primo congresso dei consigli degli operai e dei soldati, nel dicembre 1918, l'USPD ottenne 90 delegati contro i 291 della SPD e i dieci degli Spartachisti.
Al secondo congresso dei consigli, nell'aprile 1919, l'USPD ottenne 57 rappresentanti, a fronte dei 142 della SPD, mentre i comunisti non avevano nemmeno partecipato alle elezioni.
Nel frattempo nel gennaio 1919, alle elezioni per l'Assemblea costituente, l'USPD aveva ottenuto il 7,6% dei voti (dopo la separazione dagli spartachisti) contro il 37,9% della SPD, mentre anche in questo caso i comunisti non si erano presentati. Con la formazione del Governo Scheidemann si formò la coalizione di Weimar e la USPD rimase all'opposizione.
Alle elezioni del giugno 1920 l'USPD ottenne il 18,8% dei voti. Nel marzo del 1920, il USPD partecipò con la KPD, SPD e sindacati, allo sciopero generale contro il Putsch di Kapp.
Nel mese di ottobre 1920, si verificò una scissione, e la sinistra lasciò l'USPD aderendo al KPD. Durante quel Congresso, la sinistra ebbe 237 voti e 156 la destra.
Nel 1922 ciò che rimaneva dell'USPD, cioè quella che era stata la destra al momento della scissione del 1920, ritornò nella SPD.
Un gruppo intorno a Theodor Liebknecht rifiutò la confluenza e mantenne l'USPD, che ottenne il 0,8% nelle elezioni del maggio 1924. Questa frazione, assieme a vari gruppi e personalità del marxismo e del socialismo rivoluzionario, nel 1931 concorrerà a costituire il Partito Socialista dei Lavoratori della Germania.